# Maulay
Maulay ist eine französische Gemeinde mit 187 Einwohnern (Stand: 1. Januar 2022) im Département Vienne in der Region Nouvelle-Aquitaine (vor 2016 Poitou-Charentes); sie gehört zum Arrondissement Châtellerault und zum Kanton Loudun. Die Einwohner werden Maulaisiens genannt.

## Geographie
Maulay liegt etwa 31 Kilometer nordwestlich von Châtellerault. Umgeben wird Maulay von den Nachbargemeinden Ceaux-en-Loudun im Norden, Pouant im Nordosten, Nueil-sous-Faye im Osten, Dercé im Süden, Guesnes im Südwesten sowie La Roche-Rigault im Westen und Nordwesten.

## Bevölkerungsentwicklung
| Jahr                      | 1962 | 1968 | 1975 | 1982 | 1990 | 1999 | 2006 | 2013 |
| Einwohner                 | 356  | 321  | 238  | 212  | 212  | 189  | 192  | 195  |
| Quelle: Cassini und INSEE |      |      |      |      |      |      |      |      |

## Sehenswürdigkeiten
Siehe auch: Liste der Monuments historiques in Maulay
- Kirche Saint-Martin

## Persönlichkeiten
- Peter de Maulay (gestorben 1241), Ritter, königlicher Berater